# Alessandro Turamini
Alessandro Turamini (né à Montalcino, vers 1556 et mort en 1605) est un jurisconsulte italien.

## Biographie
Né à Montalcino, vers l’année 1556, apprit le droit à l’école de son compatriote Girolamo Benvoglienti et fréquenta quelque temps le barreau. En 1585, il fut appelé à Rome pour y occuper une chaire de jurisprudence. Sa santé ne lui permit pas de s’y établir : confirmé professeur à Sienne, il y partagea son temps entre l’enseignement et la composition de ses ouvrages. Sa réputation ne fit qu’augmenter ; le grand-duc Ferdinand Ier le fit venir à Florence pour le charger des fonctions d’uditore della rota fiorentina. C’est le premier Siennois qu’on voyait parvenir à cet emploi. Turamini n’y resta pas longtemps : il aima mieux former des magistrats que de l’être lui-même. Il revint à Sienne, où il reçut, en 1594, l’offre de la première chaire de droit à l’université de Naples. Il y chercha quelques distractions dans les travaux littéraires ; il composa des poésies, donna quelques pièces au théâtre et prononça plusieurs discours à l’académie des Inforcati, dont il avait été un des fondateurs. Sa santé, s’affaiblissant de plus en plus loin de sa patrie, l’obligea de quitter Naples. En passant par Rome, il accepta la proposition que Clément VIII lui fit d’une chaire à l’université de Ferrare ; il ouvrit une espèce de cercle pour y exercer les jeunes avocats aux assauts de la tribune et se livra à la composition de divers écrits, entre autres d’un traité sur le change, qui, s’il était achevé, lui donnerait une place parmi les économistes italiens.

## Œuvres
Son plus grand travail est un commentaire sur un livre du Digeste (De legibus), et dans lequel, au travers des distinctions scolastiques, on remarque des idées saines et judicieuses sur l’origine et l’application des lois. Il avait cru d’abord, comme il l’avoue lui-même, que le meilleur magistrat était celui qui citait le plus d’autorités sur un cas particulier ; mais il demeura convaincu qu’on ne mérite le nom de jurisconsulte que lorsqu’on sait tirer de plusieurs lois particulières un principe général. Dans ce même traité, on trouve le germe de l’ouvrage de Grotius sur le droit de la guerre : ce grand publiciste, qui n’ignorait pas les écrits d’un autre Italien (Alberico Gentili), aurait bien pu avoir connaissance de ceux de Turamini. Bargagli (Veglie Sanesi, p. 76) a donné ce nom à un de ses dialogues (il Turamino), dans lequel un des interlocuteurs est Virginio et non pas Alessandro Turamini, comme on l’a supposé. Ce dernier a été oublié par Tiraboschi. Ses ouvrages ont été réimprimés à Sienne, 1769, in-fol., et à Leipzig, 1772, in-fol., d’après les manuscrits autographes et par les soins de l’abbé Lorenzo Mehus, qui y a joint une notice sur l’auteur. Ce recueil, qui ne se compose que des traités de droit, devait être suivi d’un second volume, contenant les essais littéraires qu’on n’a pas rassemblés. Nous citerons entre autres : 1° Sileno, favola boschereccia, Naples, 1599, in-8° ; 2° Orazione in morte di Filippo II, re di Spagna, ibid., 1599, in-4°.